# Downesia puncticollis
Downesia puncticollis es una especie de insecto coleóptero de la familia Chrysomelidae.
Fue descrita científicamente en 1962 por Chen & Tan.